# Altgandersheim
Altgandersheim is een dorpje in de Duitse gemeente Bad Gandersheim, deelstaat Nedersaksen, en telde in 2012 461 inwoners.
Het ligt ongeveer 5 km ten noorden van Bad Gandersheim, aan een doorgaande weg naar Hildesheim. In 1007 wordt het dorp voor het eerst in een document vermeld.
Aan de zuidoostrand van het dorpje staat een kleine fabriek van ijzerdraad.
Zie voor meer gegevens: Bad Gandersheim.